# 王玉琦

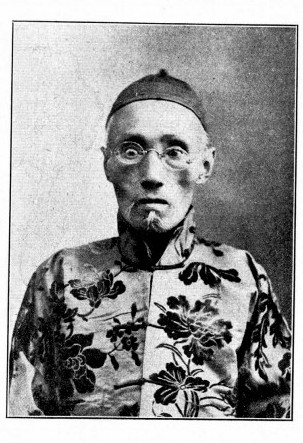
《民國之精華》中的王玉琦照片

王玉琦（1853年？—？），字慕韓，吉林省長春縣人。中華民國政治人物。

## 生平
其家世居長春縣城外東北一百里處，村名“冰泉觀”。24歲中秀才，27歲成為廩生，32歲成為恩貢生，候選教諭。55歲成為吉林諮議局議員。中華民國成立后，被選為吉林臨時省議會議員。民國二年，當選為中華民國第一屆國會第一期常會眾議院議員。國會解散后，歸鄉。1916年，國會復會，再次赴北京任眾議院議員一職。